# Aeroportul Internațional Harare
Aeroportul Internațional Harare (IATA: HRE, ICAO: FVHA) este un aeroport din Harare, Harare Province⁠(d), Zimbabwe ce deservește zona Harare. Aeroportul a fost tranzitat în 2017 de 1.657.622 de pasageri. A fost numit după zona deservită.
Situat la o altitudine de 1.490 m, aeroportul dispune de 1 pistă. Este operat de Civil Aviation Authority of Zimbabwe⁠(d).

## Infrastructură

### Piste
Aeroportul dispune de o singură pistă. Pista are orientarea 05/23.